# Menesteusz
Menesteusz (gr. Menesthéus) – w mitologii greckiej syn Peteosa, prawnuk Erechteusa. W czasie pobytu Tezeusza i Pejritoosa w państwie podziemnym z pomocą Dioskurów przejął władzę w Atenach, a po powrocie Tezeusza zesłał go na wygnanie. Był jednym z zalotników Heleny, a w czasie wojny trojańskiej dowodził flotą ateńską. Wraz z innymi wojownikami achajskimi znalazł się w koniu trojańskim. W jednej z wersji zginął pod Troją, według innej po długich wędrówkach (pożeglował do Mimas, następnie do Melos, gdzie został królem) powrócił do Aten. Po śmierci Menesteusza tron ateński odzyskali synowie Tezeusza, Demofont i Akamas.